# 1995 في اليابان
فيما يلي قوائم الأحداث التي وقعت خلال عام 1995 في اليابان.

## أحداث
- 17 يناير – زلزال هانشين أواجي الكبير
- 20 مارس – عملية الغازات السامة في مترو طوكيو

## سياسة

### تعيين في المنصب
- 23 يوليو – كونيشيجي كاماموتو عضو مجلس المستشارين.
- 8 أغسطس – يوشيرو موري وزارة الأراضي والبنية التحتية والنقل والسياحة.
- 2 أكتوبر – ريوتارو هاشيموتو نائب رئيس وزراء اليابان [الإنجليزية]‏.

## رياضة
- 29 أكتوبر – جائزة اليابان الكبرى 1995 الفائز مايكل شوماخر.

## ظهور
- 1 يناير – تكنوبويز بالكرافت غرين-فند

## أفلام
من الأفلام التي صدرت هذه السنة في اليابان:
- 1 يناير – الرجل الميت من إخراج جيم جارموش.
- 1 يناير – دراغون بول زد: انفجار قبضة التنين - إن لم يفعلها غوكو، فمن سيفعلها من إخراج ميتسو هاشيموتو [الإنجليزية]‏.

## برامج ومسلسلات وأنمي
- السيف القاطع

## موسيقى

### أغاني
من الأغاني التي صدرت هذه السنة في اليابان:
- 16 نوفمبر – ترن إت إنتو لوف من غناء Hideki Saijo [الإنجليزية]‏.

## كتب
من الكتب التي صدرت هذه السنة في اليابان:
- 1 يناير – باراسايت إيف من تأليف هيداكي سينا.

## مواليد

### يناير
- 3 يناير – يوكي أوكيناوا لاعب كرة قدم ياباني.
- 15 يناير – كاتسويا ناغوتو لاعب كرة قدم ياباني.
- 16 يناير – تاكومي مينامينو لاعب كرة قدم ياباني.
- 17 يناير – تايكي ناكاجيما لاعب كرة قدم ياباني.
- 18 يناير – ليو موتشيزوكي لاعب كرة قدم ياباني.
- 20 يناير – كيوكو فوروهاشي لاعب كرة قدم ياباني.
- 21 يناير – كينتو يابوأوتشي لاعب كرة قدم ياباني.
- 25 يناير – ماسايا ماتسوموتو لاعب كرة قدم ياباني.
- 26 يناير – كينيتشي تانيمورا لاعب كرة قدم ياباني.
- 27 يناير – تسوباسا شيبويا لاعب كرة قدم ياباني.

### فبراير
- 4 فبراير – شوتا تامورا لاعب كرة قدم ياباني.
- 7 فبراير – شوتا واكا لاعب كرة قدم ياباني.
- 7 فبراير – كينيا مايشيرو لاعب كرة قدم ياباني.
- 9 فبراير – هيروفومي ياماأتشي لاعب كرة قدم ياباني.
- 16 فبراير – نيكي هافينار لاعب كرة قدم ياباني.
- 21 فبراير – يويا نيشيجيما لاعب كرة قدم ياباني.
- 23 فبراير – هيجير أوناغا لاعب كرة قدم ياباني.
- 24 فبراير – شوتا هاياشي لاعب كرة قدم ياباني.
- 27 فبراير – كوسوكي ناكامورا لاعب كرة قدم ياباني.

### مارس
- 1 مارس – كينتا ميورا لاعب كرة قدم ياباني.
- 9 مارس – ماساكازو يوشيأوكا لاعب كرة قدم ياباني.
- 11 مارس – كازوكي فوكا لاعب كرة قدم ياباني.
- 15 مارس – كوكي إيشي لاعب كرة قدم ياباني.
- 15 مارس – موموكا أرياسو
- 17 مارس – أكاري هايامي ممثلة يابانية.
- 17 مارس – كيي تشينين لاعب كرة قدم ياباني.
- 20 مارس – إيبيإي شينوزوكا لاعب كرة قدم روسي.
- 26 مارس – كينشير أوغاساوارا لاعب كرة قدم ياباني.

### أبريل
- 3 أبريل – ناوتو ساواي لاعب كرة قدم ياباني.
- 3 أبريل – هارومي تاتشيبانا
- 6 أبريل – كييتشي ياجيما لاعب كرة قدم ياباني.
- 8 أبريل – شوجو يوشيكاوا لاعب كرة قدم ياباني.
- 8 أبريل – هاروكا شيرايشي
- 13 أبريل – يوسوكي أكياما لاعب كرة قدم ياباني.
- 15 أبريل – تورو تاكاغيوا لاعب كرة قدم ياباني.
- 18 أبريل – هيروماسا تاناكا لاعب كرة قدم ياباني.
- 19 أبريل – تاكاهيرو سكينيي لاعب كرة قدم ياباني.
- 19 أبريل – ريو جيرماين لاعب كرة قدم ياباني.
- 19 أبريل – كي كويزومي لاعب كرة قدم ياباني.
- 21 أبريل – يوتو موري لاعب كرة قدم ياباني.
- 24 أبريل – تومويا كوياماتسو لاعب كرة قدم ياباني.
- 29 أبريل – كوهي كيتاغاوا لاعب كرة قدم ياباني.
- 29 أبريل – يوتو أوتشيدا لاعب كرة قدم ياباني.

### مايو
- 2 مايو – شوتا كانيكو لاعب كرة قدم ياباني.
- 4 مايو – ماساتوشي إيشيدا لاعب كرة قدم ياباني.
- 7 مايو – كيسوكي أويوما لاعب كرة قدم ياباني.
- 7 مايو – يوكي يوشياما لاعب كرة قدم ياباني.
- 7 نوفمبر – مايو يوشيوكا
- 8 مايو – ريوسوكي تامورا لاعب كرة قدم ياباني.
- 11 مايو – هيروكي سوغاجيما لاعب كرة قدم ياباني.
- 12 مايو – ماساهيدي هيراوكا لاعب كرة قدم ياباني.
- 14 مايو – هاروكي أوميمورا لاعب كرة قدم ياباني.
- 24 مايو – تام شانغ تسونغ لاعب كرة قدم ماليزي.
- 31 مايو – كوكي أنزاي لاعب كرة قدم ياباني.

### يونيو
- 1 يونيو – تسويوشي ميايتشي لاعب كرة قدم ياباني.
- 6 يونيو – ماساتو ساكاي سبّاح ياباني.
- 11 يونيو – توما ماتسودا لاعب كرة قدم ياباني.
- 20 يونيو – سيجي كواكامي لاعب كرة قدم ياباني.
- 22 يونيو – كييتا إيشي لاعب كرة قدم ياباني.
- 26 يونيو – سوتا تشيبا لاعب كرة قدم ياباني.
- 27 يونيو – يوسوكي تاشيرو لاعب كرة قدم ياباني.
- 28 يونيو – أكيرا أندو لاعب كرة قدم ياباني.
- 28 يونيو – جو إيواسي لاعب كرة قدم ياباني.

### يوليو
- 3 يوليو – كازوكي ناكاغاوا لاعب كرة قدم ياباني.
- 3 يوليو – كويا يوريكو لاعب كرة قدم ياباني.
- 3 يوليو – ناوكي اوغاوا لاعب كرة قدم ياباني.
- 7 يوليو – تاتسونوري ناغاي لاعب كرة قدم ياباني.
- 13 يوليو – كازوكي تشيبا لاعب كرة قدم ياباني.
- 19 يوليو – نانامي ياماشيتا مؤدّية صوت يابانية.

### أغسطس
- 1 أغسطس – إيتشيرو سوزوكي لاعب كرة قدم ياباني.
- 1 أغسطس – هيرويوكي مي لاعب كرة قدم ياباني.
- 7 أغسطس – يوسيإي أوتسو لاعب كرة قدم ياباني.
- 9 أغسطس – دايكي ياغيشيتا لاعب كرة قدم ياباني.
- 15 أغسطس – يوي أوغورا
- 18 أغسطس – شويإيتشيرو ساكاموتو لاعب كرة قدم ياباني.
- 18 أغسطس – فوميتاكا كيتاتاني لاعب كرة قدم ياباني.
- 25 أغسطس – شينوسكي هاتاناكا لاعب كرة قدم ياباني.
- 29 أغسطس – ريوتا كويكي لاعب كرة قدم ياباني.

### سبتمبر
- 7 سبتمبر – يوتا شيموكاوا لاعب كرة قدم ياباني.
- 8 سبتمبر – هاياو كوابا لاعب كرة قدم ياباني.
- 14 سبتمبر – يوتو كويزومي لاعب كرة قدم ياباني.
- 23 سبتمبر – راكوت هيروسي لاعب كرة قدم ياباني.
- 24 سبتمبر – كينتو كاتو لاعب كرة قدم ياباني.
- 24 سبتمبر – ناوكي أوتاني لاعب كرة قدم ياباني.
- 26 سبتمبر – إيجي شيراي لاعب كرة قدم ياباني.

### أكتوبر
- 14 أكتوبر – دايسوكي تاكاجي لاعب كرة قدم ياباني.
- 15 أكتوبر – شوهي كاميمورا لاعب كرة قدم ياباني.
- 16 أكتوبر – جون اماكي عارضة يابانية.
- 24 أكتوبر – شوتا فوكوكا لاعب كرة قدم ياباني.

### نوفمبر
- 7 نوفمبر – مايو يوشيوكا
- 8 نوفمبر – آدو أوناإو لاعب كرة قدم ياباني.
- 8 نوفمبر – كوكي واكاسوج لاعب كرة قدم ياباني.
- 24 نوفمبر – ساياكا سينبونغي مؤدّية صوت يابانية.
- 29 نوفمبر – يويا ميتسوناغا لاعب كرة قدم ياباني.
- 30 نوفمبر – يوشيتاتسو إيتانو لاعب كرة قدم ياباني.

### ديسمبر
- 2 ديسمبر – إينوري ميناسي
- 5 ديسمبر – شنتارو شيمادا لاعب كرة قدم ياباني.
- 18 ديسمبر – يوتا توغاشي لاعب كرة قدم ياباني.
- 30 ديسمبر – يوكي تاناكا لاعب كرة قدم ياباني.

## وفيات

### مارس
- 26 مارس – كو تاكامورو (مواليد 1907) لاعب كرة قدم ياباني.
- 31 مارس – ريوغو كوبو (مواليد 1920) فيزيائي ياباني.

### يوليو
- 5 يوليو – تاكيو فوكودا (مواليد 1905) سياسي ياباني.

### سبتمبر
- 14 سبتمبر – ايجي اوكادا (مواليد 1920) ممثل ياباني.

### ديسمبر
- 7 ديسمبر – ماساشي واتانابي (مواليد 1936) لاعبو كرة قدم يابانيون.